# Синтетичні алмази

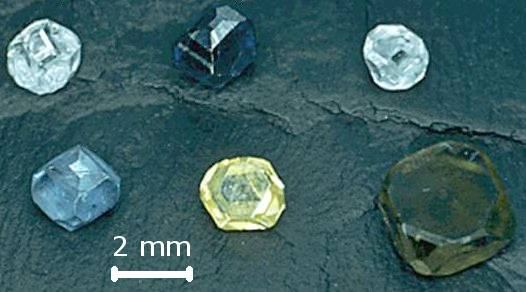
Декілька синтетичних алмазів (HPHT).

Синтетичні алмази, або штучні алмази (також відомі як алмази, створені в лабораторії або лабораторно вирощені алмази), — це алмази, отримані в результаті штучного процесу, на відміну від натуральних алмазів, що утворюються під час геологічних процесів.
Близько 97 % алмазів (за вагою), що використовуються в промисловості, — синтетичні.
В Україні вирощуванням алмазів у лабораторії займається фірма Alkor-D. Це одна з п'яти фірм у світі, що вирощує великі алмази. Вирощений в лабораторії цієї фірми чорний алмаз MEYLOR BLACK STAR у 150,42 карата потрапив у Книгу рекордів Гіннеса.

## Термінологія
Синтетичні алмази також широко відомі як HPHT-алмази або CVD-алмази, названі так на честь двох популярних методів виробництва синтетичних алмазів. HPHT розшифровується як high-pressure high-temperature («високі тиск і температура»), а CVD — chemical vapor deposition («хімічне осадження з пари») .
Термін «синтетичні» вважається досить невдалим. Федеральна торгова комісія США запропонувала альтернативні терміни: «вирощені в лабораторії», «створені в лабораторії», і «створені [назва_виробника]». За їх словами, ці терміни «будуть точніше описувати походження каменю», оскільки термін «синтетичні» зазвичай асоціюється у споживачів з продуктами, що імітують оригінал, тоді як зроблені штучно алмази є автентичними (тобто чистим вуглецем, що кристалізувався в тривимірній ізотропній формі).

## Історія
На ранніх етапах синтезу алмазів значну роль відіграв основоположник сучасної хімії Антуан Лавуазьє. Його революційне відкриття того, що кристалічна решітка алмазу схожа на кристалічну структуру вуглецю, проклало шлях до перших спроб виробництва алмазів. Після того, як у 1797 році було виявлено, що алмаз є чистим вуглецем, було зроблено багато спроб перетворити різні дешеві форми вуглецю на алмаз. Про перші успіхи повідомив Джеймс Баллантайн Ханней у 1879 році  і Фердинандом Фредеріком Анрі Муассаном у 1893 році. Їхній метод передбачав нагрівання деревного вугілля до 3500 °C (6330 °F) із залізом у вугільному тиглі в печі. Тоді як Ханне використовував трубку, що нагрівається полум’ям, Муассан застосував свою нещодавно розроблену електродугову піч, у якій електрична дуга запалювалася між вугільними стрижнями всередині блоків вапна. Потім розплавлене залізо швидко охолоджували шляхом занурення у воду. Скорочення, викликане охолодженням, імовірно, створило високий тиск, необхідний для перетворення графіту в алмаз. Муассан опублікував свою роботу в серії статей у 1890-х роках. 
У 1936 році радянський вчений Овсій Лейпунський, працюючи в Українському фізико-технічному інституті Харкова, проводив дослідження на установках, що створюють тиск до 10 тис атм при температурі 2000 °С. У ході цих, та інших досліджень Лейпунський через декілька років сформулював основні напрямки робіт з отримання штучних алмазів та обчислив необхідні для успішного результату дослідів величини тиску: мінімум 60 000 атмосфер. У 1972 році йому видано диплом за відкриття закономірності утворення алмазів з пріоритетом, датований серпнем 1939 року. У 1940-х у США, Швеції та СРСР почалися систематичні дослідження з вирощування алмазів за допомогою методів CVD і HPHT. Ці два методи і донині домінують у виробництві синтетичних алмазів.
Вперше відтворюваний синтез проведено 1953 року: шведський учений Бальцар фон Платен сконструював установку, в якій кубічний зразок стискався шістьма поршнями з різних боків. 15 вересня 1953 року в ній отримано перші в світі штучні алмази.
Новий метод, відомий як синтез з підривом, став використовуватися в кінці 1990-х. В основі цього методу лежить утворення нанометрових піщинок алмазу під час підриву вибухівки, що містить вуглець. Ще один метод базується на обробці графіту високопотужним ультразвуком — його продемонстровано в лабораторних умовах, але поки він не здобув комерційного успіху[уточнити].

## Технології виробництва
Для виробництва штучних алмазів використовується декілька технологій. Історично перша, і основна на сьогодні, завдяки відносно невисокій вартості, — використання високого тиску і високої температури (high pressure high temperature — HPHT).    Устаткування для цього методу — багатотонні преси, які можуть розвивати тиск до 5 ГПа за 1500 °C. Другий метод — хімічне осадження з газової фази (chemical vapor deposition — CVD) — коли над підкладкою створюється плазма з атомів вуглецю, з якої атоми поступово конденсуються на поверхню, утворюючи алмаз. Третій метод використовує формування нанорозмірних алмазів за допомогою ударної хвилі від вибухівки.

### Високий тиск, висока температура

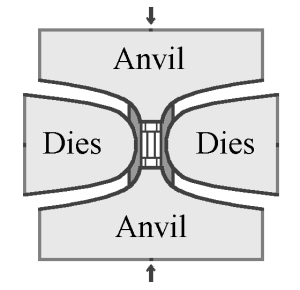
Схематичний малюнок пресу

У HPHT-методі використовуються три види компонування пресів — стрічковий прес, кубічний прес і прес з розрізною сферою. Заготовки для алмазів закладаються на дно капсули, що закладається в прес. У пресі під тиском капсулу нагрівають до температури вище 1400 °C і метал-розчинник плавиться. Розплавлений метал розчиняє вуглець, також закладений в капсулу, і дозволяє переміщатися атомам вуглецю до заготовки, завдяки чому заготовки ростуть, формуючи великі алмази.
В оригінальному винаході GE, зробленому Трейсі Холом (Tracy Hall), використовувався стрічковий прес, де верхнє і нижнє ковадла стискали циліндричну комірку. Тиск всередині комірки в радіальному напрямку підтримувався за рахунок паса з попередньо напружених сталевих стрічок, які оперізують циліндричну капсулу. Ковадла також служили електродами, що пропускали струм через стиснуту капсулу. Деякі варіанти цього пресу використовують гідравлічний тиск замість сталевих стрічок для підтримки тиску в радіальному напрямку. Стрічкові преси все ще використовуються, але мають значно більші габарити, ніж оригінальна конструкція.
Другий тип пресів — кубічні. Вони використовують шість ковадл для стиснення робочого об'єму, що має форму куба. Першим варіантом преса з декількома ковадлами був прес-тетраедр, що стискає робочий об'єм за допомогою чотирьох ковадл. Кубічні преси з'явилися дуже швидко, внаслідок спроб збільшити робочий об'єм, порівняно зі стрічковими пресами. Кубічні преси, як правило, мають менші габарити, ніж стрічкові, і швидше виходять на робочі режими за тиском і температурою, необхідні для отримання синтетичних алмазів. Проте кубічні преси не так просто збільшити для збільшення робочого об'єму. Збільшення робочого об'єму спричинить збільшення розміру ковадл, яке спричинить збільшення сили, що прикладається до ковадла для отримання попереднього тиску. Можливим рішенням може бути зменшення відношення зовнішньої до внутрішньої площі ковадла за рахунок використання робочого обсягу іншої форми, наприклад, додекаедра. Але такі преси будуть складніші і дорожчі у виробництві.

Схема системи BARS

Третій, найдосконаліший тип пресів для вирощування алмазів — БАРС (БАРС = Безпресова Апаратура високого тиску «Розрізна Сфера»), розроблена в 1989—1991 вченими з Інституту геології і мінералогії ім. В. С. Соболєва сибірського відділення РАН. Преси цієї конструкції найбільш компактні, ефективні, економічні серед установок для вирощування алмазів. У центрі пристрою міститься керамічна циліндрична капсула об'ємом близько 2 см3, в якій відбувається вирощування. Капсулу оточує кераміка на базі пірофіліту, що передає тиск, яка стискається пуансоном першого ступеня з твердого матеріалу, наприклад, карбіду вольфраму або сплаву ВК10. Восьмигранна збірка пуансонів першого ступеня стискається за допомогою восьми сталевих пуансонів другого ступеня. Після складання конструкція укладається між двох півсфер діаметром близько метра, що фіксуються разом напівмуфтами. Проміжок між напівсферами і сталевими пуансонами заповнюється гідравлічним маслом під тиском, передаючи зусилля через пуансони до капсули. Капсула нагрівається за допомогою вбудованого коаксіального графітового нагрівача, а температура контролюється за допомогою термопари.

### Хімічне осадження з газової фази

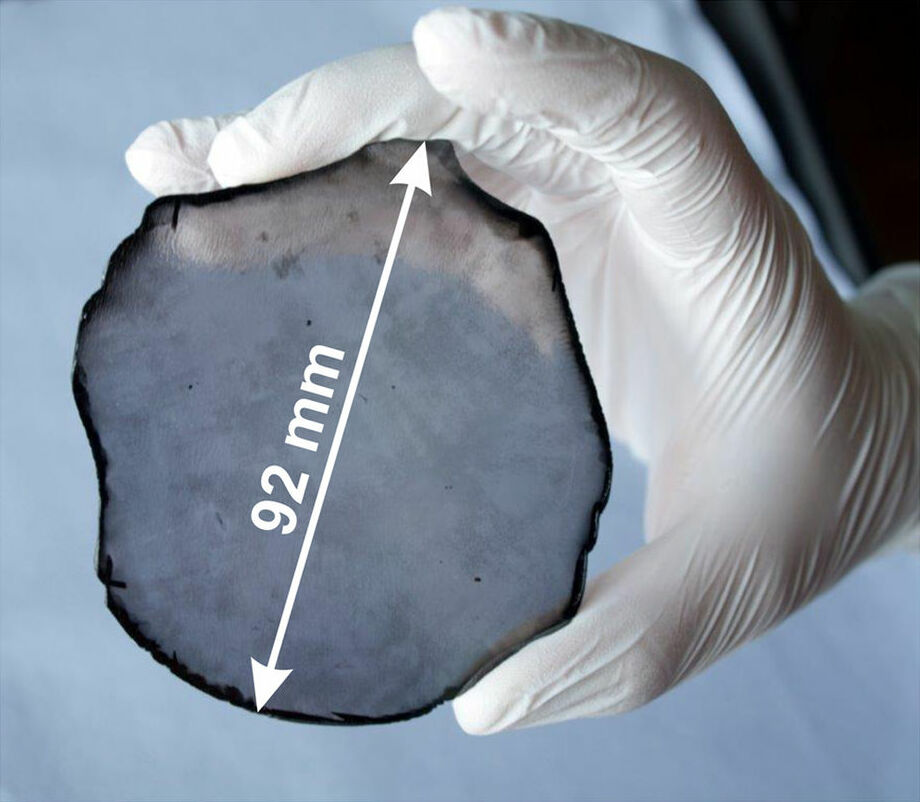
Алмазний монокристалічний диск, отриманий за технологією хімічного осадження з газової фази. Діаметр диска — близько 9 см, товщина — близько 1,5 мм, вага — 155 карат.

Хімічне осадження з газової фази — це метод отримання алмазів, за якого алмаз росте за рахунок осадження вуглецю на затравку з водень-вуглецевої газової суміші. Даний спосіб активно опрацьовували наукові групи в світі з 1980-х. Якщо HPHT-процес використовується в промисловості для серійного виробництва алмазів, то простота і гнучкість CVD-технології зумовили популярність цього методу в лабораторіях. Під час вирощування алмазів за технологією осадження з газової фази можна тонко контролювати хімічний склад включень у підсумковий продукт, вирощувати алмазні плівки на заготовках великої площі. На відміну від HPHT, CVD-процес не вимагає високого тиску — процес росту відбувається за тисків менше 27 кПа.
CVD-процес включає підготовку підкладки, заповнення робочої камери сумішшю газів і їх подальше збудження. Процес підготовки підкладки включає пошук відповідного матеріалу і правильну орієнтацію його кристалографічної площини, його очищення, що часто включає шліфування алмазними порошками, підбір оптимальної температури підкладки (близько 800 °C). Газова атмосфера завжди містить джерело вуглецю (зазвичай метан) і водень, часто в співвідношенні 1 до 99. Водень необхідний, оскільки селективно травить вуглець у неалмазному стані. Газова суміш у робочій камері йонізується для утворення хімічно активних радикалів за допомогою мікрохвильового випромінювання, електричної дуги, лазером або іншим способом.
У процесі росту матеріал робочої камери може протравлюватись плазмою, що призводить до забруднення алмазу, який росте. Так, CVD-алмази дуже часто містять забруднення з кремнію від оглядових вікон робочої камери. З цієї причини в конструкціях робочих камер уникають кварцових віконець або виносять їх подалі від підкладки. Також наявність слідів бору робить неможливим вирощування чистих алмазів.

### Детонація вибухівки

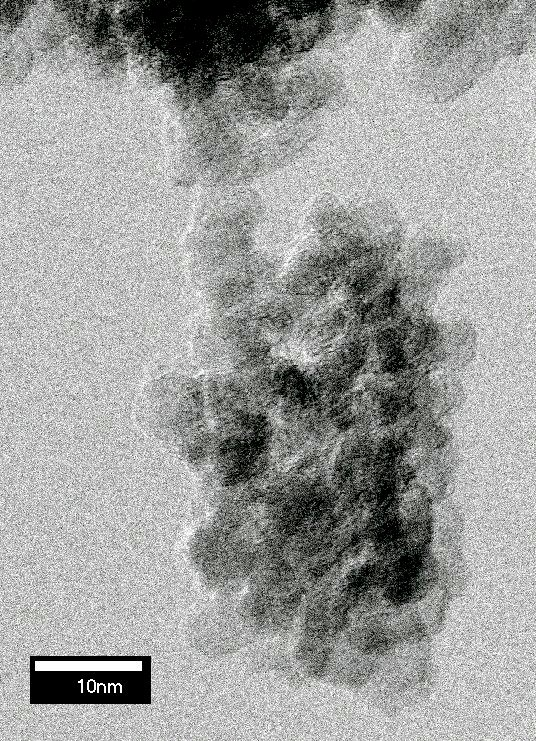
Електронна мікрофотографія детонаційних наноалмазів

Алмазні нанокристали (діаметром 5 нм) можна сформувати під час детонації відповідної вибухівки, яка містить вуглець, у металевій камері. Під час вибуху виникає високий тиск і висока температура, якої достатньо для перетворення вуглецю з вибухівки в алмаз. Відразу після вибуху камеру з вибухівкою занурюють у воду, що пригнічує перехід алмазів на більш стабільний графіт. В одному з варіантів цієї технології металева трубка заповнюється порошком графіту і розміщується всередині камери, заповненої вибухівкою. Нагрівання і тиск, що розвивається від вибуху, достатні для перетворення графіту на алмаз. Кінцевий продукт завжди міститься в графіті та інших неалмазних формах графіту, тому вимагає тривалого кип'ятіння в нітратній кислоті (близько доби за 250 °C) для вилучення. Отримані таким чином алмазні порошки використовуються переважно як абразив. Основні виробники — Китай, Росія, Білорусь. Надходження на ринок у великих обсягах почалося приблизно від початку 2000-х.

### Ультразвукова кавітація
Алмазні кристали мікронного розміру можна отримати за нормальних умов у суспензії графіту в органічному розчиннику під впливом ультразвукової кавітації. На алмази перетворюється до 10 % вихідного графіту. Собівартість отримання алмазів таким способом можна порівняти з HPHT-процесом, але якість одержуваних алмазів — помітно нижча. Ця методика синтезу алмазів дуже проста, але результати були отримані лише двома науковими групами і методика поки що не має промислового втілення. На процес впливає багато параметрів, зокрема підготовка графітової суспензії, підбір розчинника, джерела і режиму ультразвукових коливань, оптимізація яких може значно поліпшити і здешевити цю технологію отримання алмазів.

## Властивості
Традиційно, відсутність кристалічних дефектів — найважливіший показник якості алмазу. Чистота і відсутність дефектів роблять алмаз прозорим, чистим, а в сукупності з його твердістю, хімічною стійкістю, високою оптичною дисперсією — популярним ювелірним каменем. Висока теплопровідність алмазу — важлива якість для технічних застосувань. Якщо висока оптична дисперсія характерна для всіх алмазів, то інші його якості залежать від умов, за яких його виготовлено.

### Кристалічна структура
Алмаз може бути одним великим кристалом (монокристал), а може складатися з безлічі зрощених кристаликів (полікристал). Великі, бездефектні монокристали алмазу зазвичай мають попит як ювелірні камені. Полікристалічні алмази, що складаються з безлічі зерен, добре видимих неозброєним оком завдяки розсіюванню і поглинанню світла, використовуються в промисловості як різальний інструмент. Полікристалічні алмази часто класифікують за середнім розміром зерна в кристалі, який може варіюватися від нанометрів до мікрометрів.

### Твердість
Синтетичні алмази — найтвердіша речовина з відомих, якщо під твердістю розуміти опір вдавленню. Твердість синтетичних алмазів залежить від чистоти, наявності дефектів у кристалічній решітці і її орієнтації, досягаючи максимальної в напрямку 111. Твердість нанокристалічних алмазів, отриманих у CVD-процесі, може становити від 30 % до 70 % від твердості монокристалу алмазу, і контролюється в процесі вирощування залежності від потреби. Деякі синтетичні монокристали алмазу і HPHT нанокристалічні алмази твердіші від всіх відомих природних алмазів.

### Домішки і включення
Кожен алмаз містить домішки з атомів відмінних від вуглецю в кількостях, достатніх для визначення аналітичними методами. Атоми домішок можуть збиратися в макрокількості, формуючи включення. Домішок зазвичай уникають, але вони можуть бути введені навмисно для зміни певних властивостей алмазу. Вирощування алмазів у рідкому середовищі з металу-розчинника призводить до формування домішок з перехідних металів (нікель, залізо, кобальт) які впливають на електронні властивості алмазу.
Чистий алмаз є діелектриком, але невелика добавка бору робить його електричним провідником, і навіть за певних умов — надпровідником, що дозволяє використовувати його в електронних застосуваннях. Включення азоту перешкоджає руху дислокацій у кристалічній решітці і збільшує її напруженість, тим самим підвищуючи твердість і в'язкість.

### Теплопровідність
На відміну від більшості діелектриків, алмаз має гарну теплопровідність завдяки сильним ковалентним зв'язкам у кристалі. Теплопровідність чистого алмазу — найвища з усіх відомих. Монокристал синтетичного алмазу, що складається з ізотопу 12С (99,9 %), має теплопровідність 30 Вт/см·K за кімнатної температури, що в 7,5 разів більше, ніж у міді. У природних кристалів алмазу теплопровідність на 1,1 % нижча через домішки ізотопу 13С, що вносить спотворення в кристалічну решітку.
Ювеліри використовують теплопровідність алмазу для відділення алмазів від їх імітацій. До каменю торкаються спеціальним мідним щупом, що має на кінці мініатюрний нагрівач і термодатчик. Якщо алмаз справжній, він швидко відведе тепло від нагрівача, що викличе помітне падіння температури, яке й фіксується термодатчиком. Такий тест займає всього 2-3 секунди.

## Застосування

### Різальний інструмент

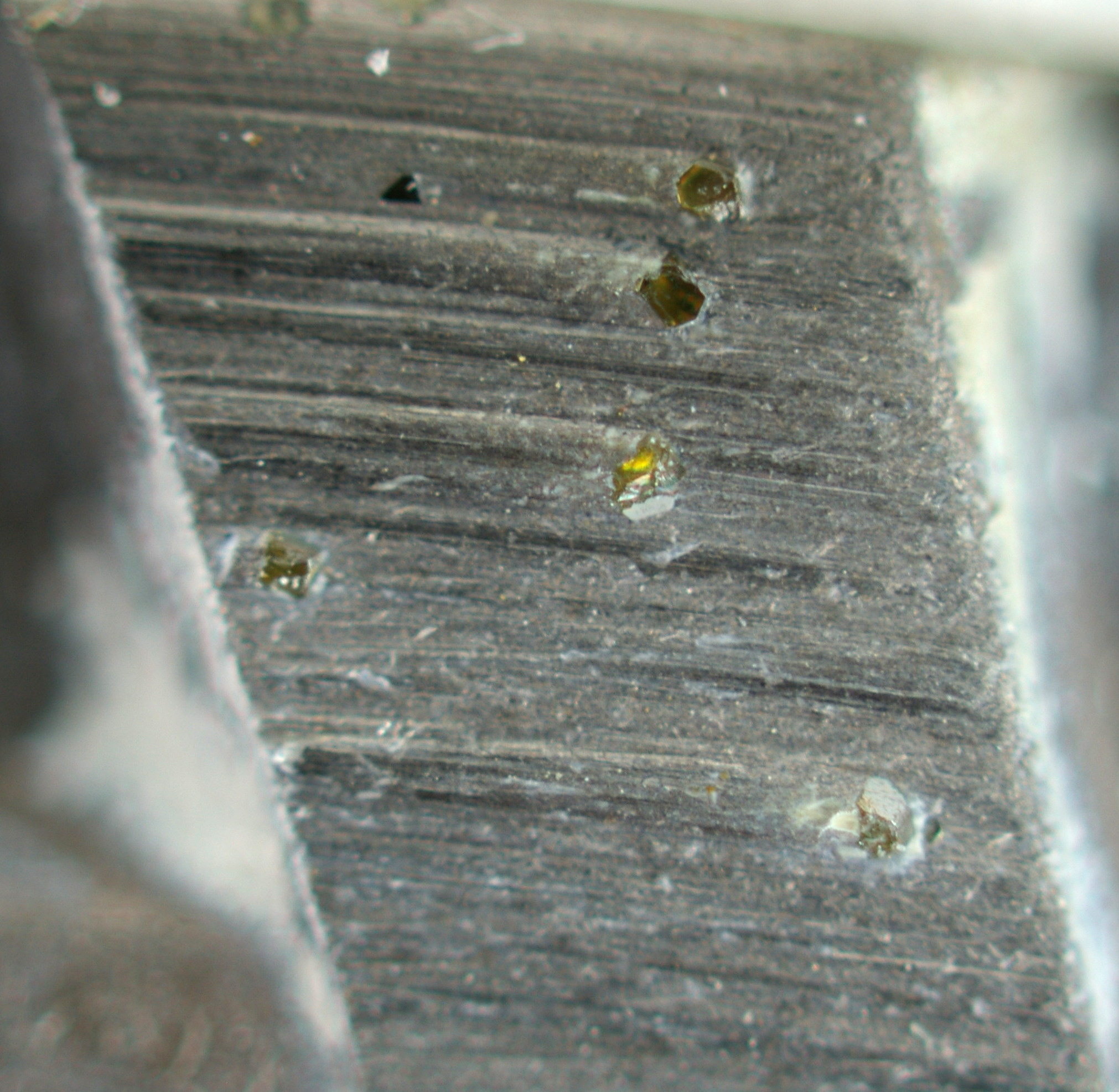
Алмази на пластинах шліфувального диска

Більшість промислових застосувань синтетичних алмазів пов'язані саме з їх твердістю — як надтвердого різального інструменту, абразивних порошків, полірувальних паст. Завдяки твердості, яка перевершує будь-який відомий матеріал, алмази використовуються для шліфування будь-яких матеріалів, навіть під час ограновування самих алмазів. Це найбільша за обсягом ніша використання алмазів у промисловості. Хоч природні алмази теж можуть використовуватися для цих цілей, синтетичні, отримані за HPHT-процесу, популярніші через однорідніші властивості і менший діапазон параметрів. Алмази не придатні для високошвидкісної обробки сталі — за високих температур у місці різу вуглець з алмаза розчиняється в залізі, що призводить до прискореного зношування інструменту. Для високошвидкісної обробки сталі використовують інші сплави (ВК8, кубічний нітрид бору тощо).
Зазвичай алмазний інструмент має спеціальне покриття, в якому мікронні зерна алмазу дисперговані в металевій матриці (зазвичай кобальт). У міру зношування металева матриця оголює все нові й нові зерна алмазу. Попри роботи протягом попередніх п'ятнадцяти років з покриття інструменту алмазним і алмазоподібних шаром (DLC) за допомогою CVD процесу, ця технологія не змогла істотно витіснити класичні полікристалічні зерна алмазу в металевій матриці в інструменті.

### Теплопровідники
Більшість матеріалів з високою теплопровідністю володіє також хорошою електропровідністю. Окремо виділяється алмаз, який, попри величезну теплопровідність, має незначну електропровідність. Це поєднання властивостей дозволяє використовувати алмаз як тепловідвід для потужних лазерних діодів, масивів таких діодів або потужних транзисторів. Ефективне відведення тепла збільшує термін служби електронних пристроїв, а дорожнеча ремонту і заміни таких пристроїв компенсує дорожнечу від використання алмазів у конструкції тепловідведення. Терморозподільники із синтетичних алмазів запобігають перегріву кремнію та інших напівпровідникових матеріалів.

### Оптичні матеріали
Алмаз твердий, хімічно інертний, має високу теплопровідність за невисокого коефіцієнту лінійного розширення, що робить його ідеальним матеріалом для вікон виводу інфрачервоного і мікрохвильового випромінювання. Синтетичний алмаз став витісняти селенід цинку як матеріал вихідних вікон у потужних CO2-лазерах і гіротронах. Ці синтетичні полікристалічні алмазні вікна, що мають форму дисків великого діаметру (близько 10 см для гіротронів) і невелику товщину (для зниження поглинання), виробляються методом CVD. Поодинокі кристали у вигляді пластинок розміром до 10 мм стають важливими в деяких оптичних застосуваннях, зокрема як теплорозподільник у лазерних резонаторах, дифракційній оптиці і робоче тіло оптичних підсилювачів у раманівських лазерах. Сучасні поліпшення в HPHT- і CVD-синтезі дозволили підвищити чистоту і правильність кристаллографічної структури монокристалів достатньо для витіснення кремнію в дифракційних решітках і матеріалу для вікон в надпотужних джерелах випромінювання, наприклад у синхротроні. Алмази, отримані як за CVD-процесом, так і за HPHT-технологією, використовують для створення алмазних ковадл, для вивчення властивостей речовин за надвисоких тисків.

### Електроніка
Синтетичний алмаз потенційно може використовуватися як напівпровідник, оскільки може легуватись домішками з бору і фосфору. Оскільки ці елементи містять більше або менше валентних електронів, ніж атоми алмазу, формуються зони p- і n-провідності, формуючи p-n-перехід. На базі такого p-n-переходу побудовано світлодіоди з довжиною хвилі вихідного УФ-випромінювання 235 нм. Інша корисна для електроніки властивість синтетичного алмазу — висока рухливість електронів, яка може досягати 4500 см2/(В·с) для електронів у монокристалі CVD-алмазу. Висока рухливість електронів затребувана у високочастотній техніці, продемонстрована можливість створення польового транзистора з алмазу з робочою частотою до 50 ГГц. Широка заборонена зона алмазу (5,5 еВ) спричиняє відмінні діелектричні властивості. Разом з відмінними механічними властивостями на базі алмазів побудовано прототипи потужних силових транзисторів для електростанцій.
Транзистори на основі синтетичних алмазів виготовляють у лабораторіях, але сьогодні немає жодного комерційного пристрою на їх базі[уточнити]. Алмазні транзистори дуже багатонадійні — вони можуть працювати за вищої температури, ніж кремнієві, чинити опір радіаційному і механічному пошкодженню.
Синтетичні алмази вже використовують у детекторах випромінювань. Їх радіаційна стійкість укупі з широкою забороненою зоною робить їх цікавим матеріалом для детекторів. Вигідна відмінність щодо інших напівпровідників — відсутність стабільного оксиду. Це унеможливлює створення КМОН-структур, але зате робить можливою роботу з УФ-промінням, без проблем з поглинанням випромінювання в окисній плівці. Алмази використовуються в детекторах BaBar на Стенфордському лінійному прискорювачі і BOLD (Blind to the Optical Light Detectors for VUV solar observations). Алмазні VUV-детектори використовувалися в європейській програмі LYRA.

### Ювелірні камені

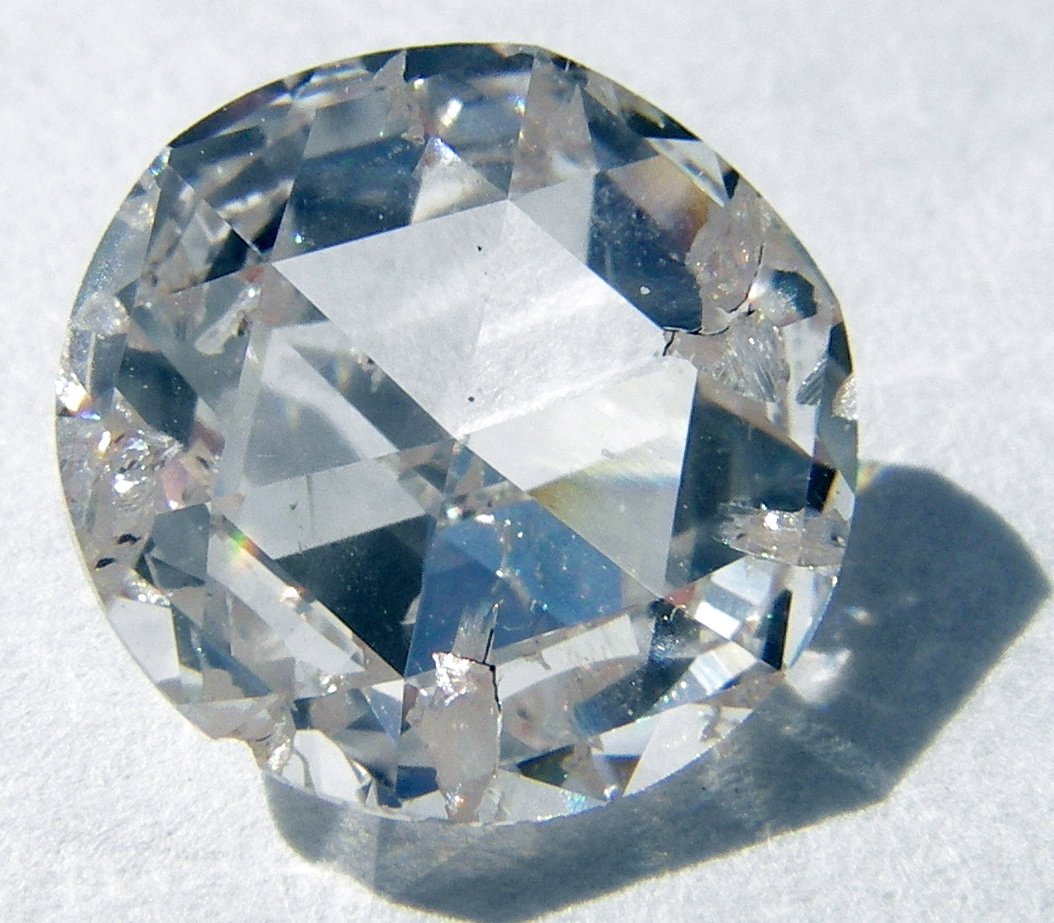
Безбарвний діамант, вирізаний з алмаза, вирощеного за CVD-технологією.

Синтетичні алмази ювелірної якості отримують як за HPHT-процесом, так і за CVD-процесом і вони займають близько 2 % ринку ювелірних алмазів. Є передумови до зростання частки ринку синтетичних алмазів у ювелірній справі за прогресу в технологіях їх виробництва і зниження їх вартості. Синтетичні алмази доступні в жовтому, блакитному відтінках і в частково безбарвному вигляді. Жовтого забарвлення алмазу надають домішки азоту, блакитного — домішки бору. Інші кольори, такі як рожевий або зелений, доступні після обробки каменю радіацією.
Алмази ювелірної якості, вирощені в лабораторії, хімічно, фізично, оптично ідентичні природним. Інтереси гірничодобувних компаній для захисту ринку від синтетичних алмазів просуваються за допомогою законодавчих, маркетингових заходів, а також захисту дистрибуції. Синтетичні алмази можyf виявbnb за допомогою інфрачервоної, ультрафіолетової, рентгенівської спектроскопії. Тестер DiamondView від компанії De Beers використовує УФ-флуоресценцію для виявлення домішок азоту, нікелю та інших речовин, характерних для алмазів, отриманих за CVD- і HPHT-технологіями.
Принаймні одна лабораторія, яка вирощує алмази, оголосила про те, що вони маркують свої алмази за допомогою нанесення лазером номера на камінь. На сайті компанії наведено приклад такого маркування у вигляді напису «Gemesis created» і серійного номера з префіксом «LG» (laboratory grown).
У травні 2015 поставлено рекорд — отримано безбарвний діамант масою 10,02 карата, вирощений за технологією HPHT, вирізаний із заготовки масою 32,2 карата, яку вирощували протягом 300 годин.
Традиційне алмазовидобування критикують за порушення прав людини в Африці та в інших місцях. Голлівудський фільм Кривавий алмаз (2006) сприяв розголосу ситуації. Споживчий попит на синтетичні алмази зріс, оскільки вони не тільки дешевші, але й більш прийнятні етично.
Згідно зі звітом Gem & Jewellery Export Promotional Council, синтетичні алмази становили 0,28 % всього обсягу алмазів, вироблених для ювелірного ринку. Лабораторно вирощені алмази продаються в США під торговими марками Pure Grown Diamonds (також відомі як Gemesis) і Lab Diamonds Direct; а у Великій Британії — Nightingale online jewellers.
Вартість синтетичних алмазів на 15-20 % менша від вартості природних, але очікується зниження ціни завдяки вдосконаленню технології.